# Парк (Нью-Йорк)
Парк (англ. Parc) — переписна місцевість (CDP) в США, в окрузі Клінтон штату Нью-Йорк. Населення — 197 осіб (2020).

## Географія
Парк розташований за координатами 44°39′50″ пн. ш. 73°27′11″ зх. д. / 44.66389° пн. ш. 73.45306° зх. д. (44.663830, -73.452953).  За даними Бюро перепису населення США в 2010 році переписна місцевість мала площу 3,19 км², уся площа — суходіл.

## Демографія
Згідно з переписом 2010 року, у переписній місцевості мешкали 254 особи в 27 домогосподарствах у складі 15 родин. Густота населення становила 80 осіб/км².  Було 29 помешкань (9/км²).
Расовий склад населення:
| - 72,0 % — білих - 23,2 % — чорних або афроамериканців - 1,2 % — корінних американців - 0,8 % — азіатів - 1,6 % — осіб інших рас |

До двох чи більше рас належало 1,2 %. Частка іспаномовних становила 7,5 % від усіх жителів.
За віковим діапазоном населення розподілялося таким чином: 4,7 % — особи молодші 18 років, 94,1 % — особи у віці 18—64 років, 1,2 % — особи у віці 65 років та старші. Медіана віку мешканця становила 19,7 року. На 100 осіб жіночої статі у переписній місцевості припадало 91,0 чоловіків;  на 100 жінок у віці від 18 років та старших — 90,6 чоловіків також старших 18 років.
Цивільне працевлаштоване населення становило 50 осіб. Основні галузі зайнятості: роздрібна торгівля — 50,0 %, освіта, охорона здоров'я та соціальна допомога — 26,0 %, мистецтво, розваги та відпочинок — 14,0 %, науковці, спеціалісти, менеджери — 10,0 %.